# Louis Thiroux de Crosne
Pour les autres membres de la famille, voir Thiroux.
Marie Louis Thiroux de Crosne, né à Paris le 14 juillet 1736 et mort guillotiné dans la même ville le 28 avril 1794, est un magistrat français. Il fut le dernier lieutenant général de police de la ville de Paris.

## Biographie
Fils de Louis-Lazare Thiroux d'Arconville, président de la Chambre des enquêtes du Parlement de Paris, et de Marie-Geneviève-Charlotte Darlus, il épouse le 24 janvier 1763 Anne-Adélaïde-Angélique de la Michodière (vers 1745-Paris, 6 septembre 1812), fille aînée de Jean-Baptiste-François de la Michodière, comte d'Hauteville, conseiller d'État et d'Anne Luthier de Saint-Martin.
Leur fils unique, Amédée-Jean-Charles Thiroux d'Arconville (vers 1778-1835), épousera Louise Marie Mayou d'Aulnoy, fille d'un conseiller au Parlement de Dijon.
Conseiller au parlement de Paris le 20 août 1758, puis maître des requêtes par provisions du 13 juillet 1761. Maître des requêtes honoraires en 1767, il démissionne le 1er mai 1773.
Nommé intendant-adjoint de la généralité de Rouen en 1767, il remplace son beau-père au poste d'intendant en 1768. Il est nommé premier président du Conseil supérieur créé par la réforme Maupeou à Rouen en 1771.
En 1777, il est intendant de Lorraine et Barrois, à Metz.
Il revient à Rouen en 1778 et y reste jusqu'au 30 juillet 1785. Cette ville lui doit l'Esplanade du Champ de Mars, terrain d'exercices pour les militaires, les casernes et le déplacement des magasins de poudre hors les murs. Elle lui doit aussi le comblement des fossés, l'arasement des bastions d'entrée des murailles et leur remplacement par des grilles et la réalisation d'un boulevard extérieur planté d'arbres.
Il est ensuite nommé lieutenant général de police de la ville de Paris par arrêt du Conseil d'État du 30 juillet 1785, il succède ainsi à Lenoir le 11 août 1785, et resta à ce poste jusqu'à la Révolution française. C'est à ce titre qu'il supervise l'aménagement en ossuaire des catacombes de Paris. Il supprime les cimetières déjà fermés, à l'intérieur de la capitale, fait disparaître les maisons sur les ponts de Paris, et participe avec Louis Bénigne François Bertier de Sauvigny, intendant de la généralité de Paris de 1744 à 1776,  à la réalisation d'ateliers pour donner du travail aux pauvres. Il se démet de ses fonctions au profit de Jean Sylvain Bailly (1736-1793), le 17 juillet 1789. Il demeure en 1786 rue Neuve des Capucines.
Après son retour d'émigration d'Angleterre, il est enfermé à Picpus avec sa mère en 1792, et exécuté pendant la Terreur, le 28 avril 1794. Le Journal de Paris du lendemain annonce qu'il « a été convaincu de complots et conspirations contre la liberté, la sûreté et la souveraineté du peuple français »

## Hommages
Plusieurs municipalités ont donné le nom de Louis Thiroux de Crosne à des boulevards dont il avait autorisé l'aménagement sur d'anciens fossés médiévaux. Ainsi, il existe une rue de Crosne à Pont-de-l'Arche et à Rouen (le Conseil municipal, par une délibération du 1er novembre 1801 ordonne que le nom de Crosne soit restitué à la rue qui le portait antérieurement), et un boulevard de Crosne à Louviers.

## Armoiries
Les Thiroux portent : d'argent à la fasce d'azur chargé de trois bandes d'or, accompagnée en chef d'une croisette ancrée de gueules et en pointe de trois têtes de lion arrachées du même posées 2 et 1. 
Il est le blason officiel de la ville de Crosne.

## Iconographie
- s.d. : Portrait de Louis Thiroux de Crosne , gravure, archive de la Préfecture de Police EA/16
- 1788 : Buste de Louis Thiroux de Crosne en marbre blanc par Augustin Pajou, château de Versailles.